# عملية تشوخرالسكي

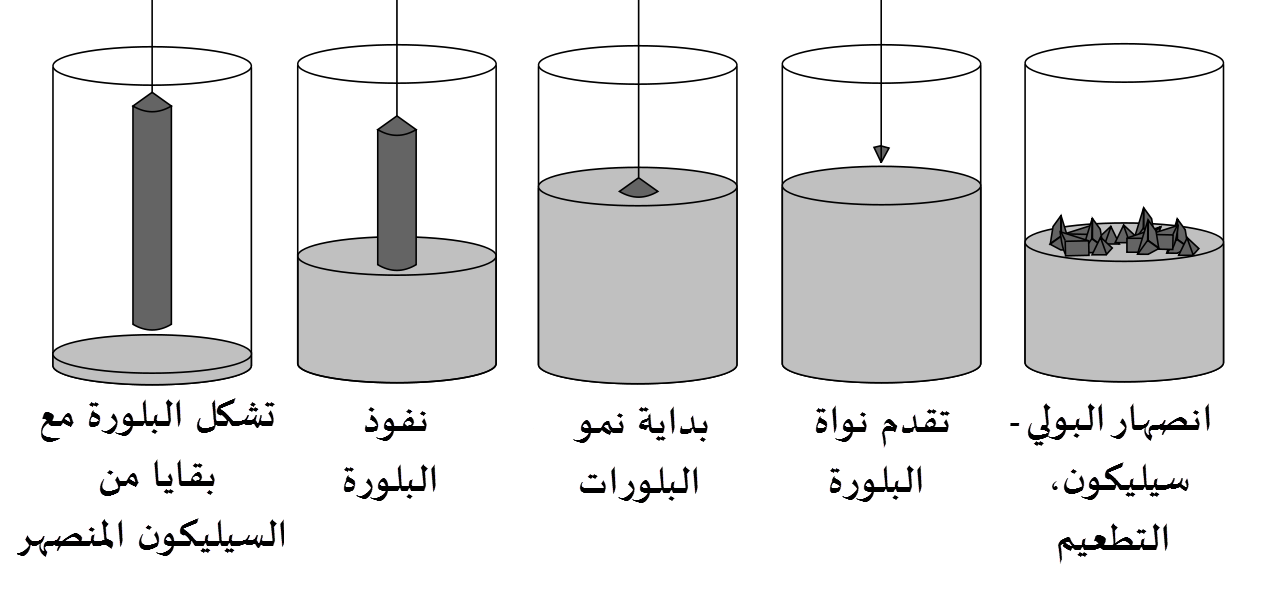
مراحل عملية تشوخرالسكي

عملية تشوخرالسكي (أو طريقة تشوخرالسكي Czochralski process) هي عملية تستخدم في مجال نمو البلورات في علم المواد من أجل الحصول على بلورة أحادية. اخترع هذه العملية العالم البولندي يان تشوخرالسكي سنة 1916 خلال أبحاثه على معدل التبلور بالنسبة للفلزات.
اِكتشف العالِم الكيميائي البولندي «يان تشوخرالسكي» هذه الطريقة عام 1916 عندما سقط قلمه المعدن في بوتقةٍ من القصدير المنصهر بدلًا من محبرةٍ لَّه واكتشف أن القلم انصهر وكوَّن خيطًا رفيعًا كريستاليًا، وحينها تحقق من أن كل المعادن عندما تتبلور تكون في شكلٍ كِرِيستاليٍّ واحد.
تستخدم هذه الطريقة بشكل واسع في مجال صناعة أشباه الموصلات وذلك من أجل الحصول على بلورات أحادية عالية النقاوة، وذلك على شكل صبات أسطوانية ضخمة أو على شكل بلورات مخلقة، ويحصل بالتالي على سيليكون أو زرنيخيد الغاليوم عالي النقاوة.

## وصف العملية

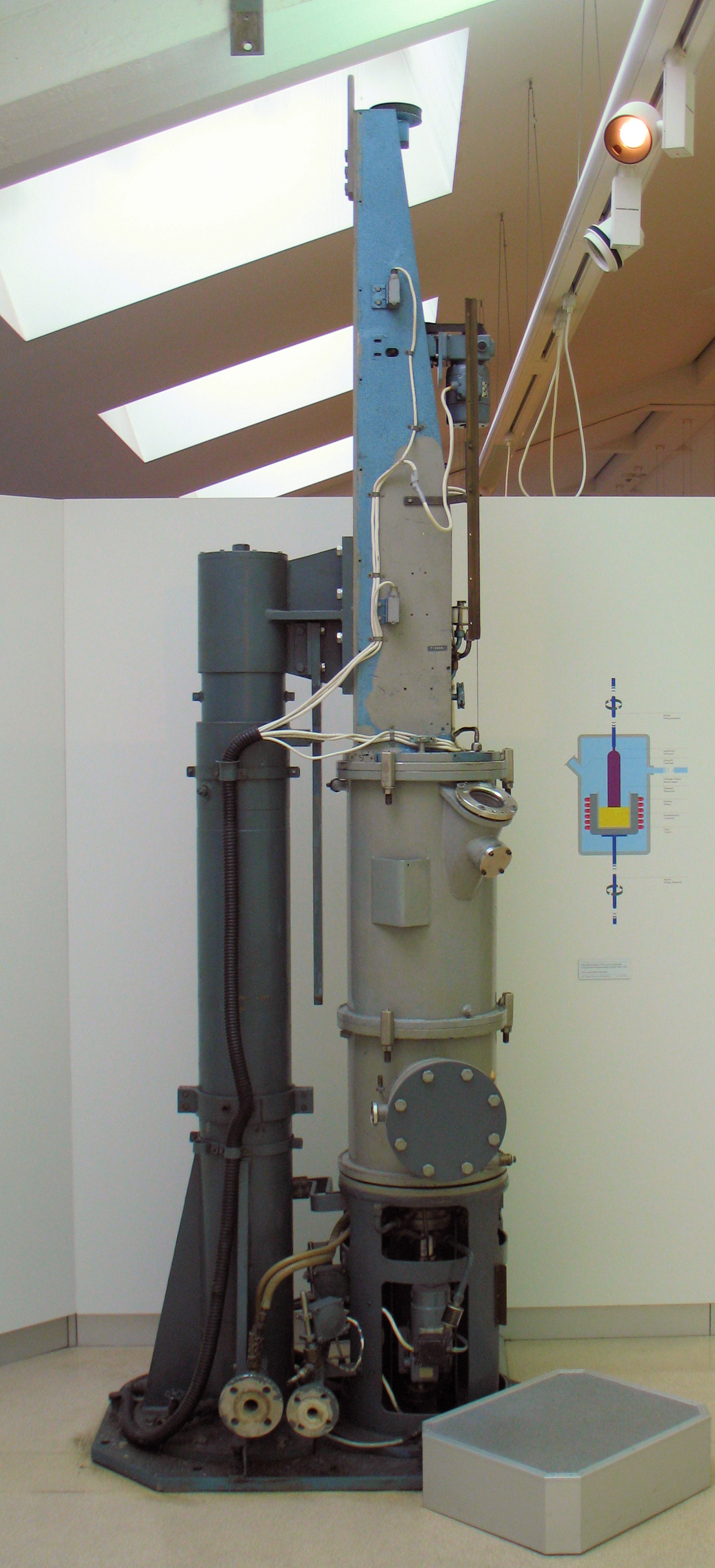
الجهاز المستخدم لتطبيق عملية تشوخرالسكي

من أجل الحصول على سيليكون عالي النقاوة (فقط بضعة أجزاء في المليون من الشوائب) يصهر السيليكون في بوتقة من الكوارتز عند 1425 °س. تضاف شوائب معينة حسب الطلب من البورون أو الفوسفور إلى مصهور السيليكون وذلك من أجل إشابته إلى شبه موصل موجب p-type أو سالب n-type. تثبّت بذرة بلورة على قضيب سحب وتوجه بدقة وتغمس في مصهور السيليكون، ثم يسحب القضيب ببطء إلى الأعلى ويدوّر بشكل متواقت، وذلك مع ضبط المتغيرات مثل تدرج درجة الحرارة ومعدل السحب وسرعة التدوير، بحيث يحصل في النهاية على صبة أسطوانية كبيرة تكون عبارة عن بلورة أحادية. تجرى هذه العملية عادة في جو خامل مثل الأرغون وفي حجرة مصنوعة من مادة خاملة مثل الكوارتز.